# Liste der Kulturgüter in Faoug
Die Liste der Kulturgüter in Faoug enthält alle Objekte in der Gemeinde Faoug im Kanton Waadt, die gemäss der Haager Konvention zum Schutz von Kulturgut bei bewaffneten Konflikten, dem Bundesgesetz vom 20. Juni 2014 über den Schutz der Kulturgüter bei bewaffneten Konflikten sowie der Verordnung vom 29. Oktober 2014 über den Schutz der Kulturgüter bei bewaffneten Konflikten unter Schutz stehen.
Objekte der Kategorien A und B sind vollständig in der Liste enthalten, Objekte der Kategorie C fehlen zurzeit (Stand: 13. Oktober 2021).

## Kulturgüter
| Foto |                                                         | Objekt | Kat. | Typ | Standort                             | Beschreibung |
| ---- | ------------------------------------------------------- | --- | ---- | --- | ------------------------------------ | ------------ |
| ja   | Datei hochladen · Wikidata zu Domaine Cornaz (Q3034363) | Domaine Cornaz: Herrenhaus und Bauernhaus, ländlicher Raum und Springbrunnen / Domaine Cornaz: maison de maître et paysanne, rural et fontaine KGS-Nr.: 10322 | A    | G   | Route de Salavaux 572340 / 195278    |              |
| BW   | Datei hochladen · Wikidata zu (Q29890785)               | Mautstelle und Kommishaus / Péage et maison du commis KGS-Nr.: 14630                                                                                          | B    | G   | Route de Morat 27–29 572985 / 195644 |              |
| BW   | Datei hochladen · Wikidata zu (Q29890786)               | La Gare, jungsteinzeitliche Seeufersiedlung / La Gare, station lacustre néolithique KGS-Nr.: 14797                                                            | B    | F   | 571660 / 194770                      |              |
| BW   | Datei hochladen                                         | Poudrechat, jungsteinzeitliche Seeufersiedlung / Poudrechat, station lacustre néolithique KGS-Nr.: 17251                                                      | B    | G   | 571660 / 194770                      |              |
| BW   | Datei hochladen                                         | Le Port, jungsteinzeitliche Seeufersiedlung / Poudrechat, station lacustre néolithique KGS-Nr.: 17252                                                         | B    | G   | 571920 / 195300                      |              |